# Über- und Untertritt
Als Übertritt bzw. Untertritt bezeichnet man allgemein in der Bekleidungsbranche die aufeinander liegenden  Stoffteile, wie sie an den Schließkanten oder an Schlitzen der Kleidung vorkommen und ein Aufschlagen des Kleidungsstückes verhindern. Das beim Tragen obenliegende Stück wird Übertritt, das darunter liegende Untertritt genannt. In der Schnitttechnik bezeichnet man speziell jene Zugabe als Übertritt, die von der vorderen Mitte bis zur Vorderkante angezeichnet wird, um ein Überlappen der Vorderteile zu ermöglichen. Sie ist bei Einreihern schmaler und bei Zweireihern entsprechend breiter.
Bei Damenteilen befindet sich der Übertritt der Vorderteile regelmäßig auf der rechten Seite, das rechte Vorderteil wird auf das linke geknöpft oder in anderer Art geschlossen. Beim Herren schließt das linke über das rechte Vorderteil, ursprünglich angeblich um das Ergreifen des Degens mit der rechten Hand zu ermöglichen. Plausibler scheint die Erklärung, dass die Knöpfe auf das rechte Vorderteil genäht wurden, damit sie mit der rechten Hand geknöpft werden können.
Da bei exakter Einhaltung der Körperweite beim Zuschnitt eine zu eng anliegende Hülle entsteht, gibt der Zuschneider sogenannte Zugaben in der Weite zu, um Bewegung möglich zu machen. Ähnlich ist es bei Knopfverschlüssen, auch hier wird etwas Weite zugegeben, je nach Mode und Modell, mindestens 1,5 cm. Diese Mehrweite kann übereinander gelegt getragen werden; das obere Stück, in das ein oder mehrere Knopflöcher eingearbeitet werden nennt sich Übertritt, während das untere Teil, auf das der Knopf genäht wird, Untertritt genannt wird. Gleiches gilt bei Ärmelschlitzen, aber auch bei Rücken- oder Seitenschlitzen, auch wenn nicht geknöpft wird.